# Упитис, Петерис (селекционер)
Пе́терис У́питис (латыш. Pēteris Upītis, 19 мая 1896 года — 4 апреля 1976 года) — советский и латвийский селекционер.

## Биография
Окончил Приекульскую сельскохозяйственную школу.
После войны он с коллегой Раймондом Бочем  объездил  на велосипеде всю Латвию, изучая плодовые деревья. Агрономы также отобрали сорта яблок, картофеля для наглядных пособий техникумам и вузам.
Кандидат сельскохозяйственных наук. 
Заведующий селекционной лабораторией плодоводства Научно-исследовательского института земледелия Латвии.
Создатель и руководитель Добельского питомника. Вывел более 80 тысяч генотипов.

## Личность
Народный поэт Латвии Имант Зиедонис посвятил Упитису главу в книге «Курземите». «Очень хочется жить с такой же чертовской одержимостью, с какой живет этот старик и благодаря которой сады цветут, и люди замедляют шаг и удивляются: что же это за человек, создающий все это? Я проследил одну данную природой черту, которая доведена в этом человеке до гениальности, до такой самоотдачи, что многим это кажется ненормальным или курьезным. Как будто гениальность может и не быть чудной, как будто гениальность уже сама по себе не является отступлением от нормы. Я хочу сказать, что слишком мало мы помогаем тем людям, которые в силах создать нечто неповторимое, нечто такое, что могут создать только они». Зиедонис, как и многие, называл Упитиса «Маэстро».
Друг Маэстро Раймонд Боч считал, что Упитис живет в другом измерении, работает по 18-20 часов в сутки и отмежевывается от ненужных встреч, поэтому слывет нелюдимым. Упитис и москвич Ерёмин были включены во всемирный список селекционеров лилий.
Упитис районировал в средней полосе, на 57-м градусе северной широты, абрикосы, проведя эксперименты с 16 тысячами деревьев.

## Селекционная деятельность
- 200 сортов сирени (в Королевской ассоциации сирени зарегистрировано 12 сортов сирени П. Упитиса[2]). Первый выведенный сорт сирени — «Радость бытия» («Esības prieks»).
- Известные сорта лилий «Brūnupīte», «Dzintarlāse».

Запатентованные сорта:
- сорт малины «Иварс» (соавтор С. Страутиня) — рег. удост. AVE3
- сорт черешни «Айя» (соавтор С. Руйса) — рег. удост. KIR1
- сорт яблонь «Илга» (соавтор Мара Скривеле) — рег. удост. ABE1
- сорт яблонь «Аусма» (соавтор Л. Икасе) — рег. удост. ABE2
- сорт груш «Юмурда» (соавтор М. Блукманис) — рег. удост. BUM1
- сорт гибридных слив «Жёлтая ранняя» (соавтор Л. Икасе) — рег. удост. PLU3
- сорт гибридных слив «Инесе» (соавтор Л. Икасе) — рег. удост. PLU4
- сорт домашних слив «Миньон» (соавтор Эдите Кауфмане) — рег. удост. PLU2
- сорт абрикосов «Дайга» (соавтор Эдите Кауфмане) — рег. удост. APR1
- сорт абрикосов «Велта» (соавтор Эдите Кауфмане) — рег. удост. APR2
- сорт абрикосов «Ласма» (соавтор Эдите Кауфмане) — рег. удост. APR3

## Член сообществ
- Австралийское, Североамериканское, общество селекционеров лилий, аналогичные общества Северной Каролины, Онтарио, Висконсина-Иллинойса
- Международное общество селекционеров сирени Канады
- Aнглийское национальное  и Французское общество селекционеров роз
- Северное общество селекционеров ореха
- Aмериканское общество селекционеров пионов
- Aмериканское общество селекционеров ирисов

## Публикации
- P. Upītis. LPSR Augļu koku un ogulāju šķirnes. — Rīga, 1948.-1951.
- P. Upītis. Augļkopības selekcijas mērķi un mans darbs. — Druva, 1958. Nr.18, 9.-11. lpp.
- Упит, П. Я. Улучшение и расширение сортового состава плодовых культур Латвийской ССР: Доклад обобщающий содержание работ, представл. к защите на соиск. учен. степени канд. с.-х. наук / Латвийская с.-х. акад., Елгава, 1964. — 32 стр.

## Награды
- Государственная премия Лат ССР (1965)
- Орден Ленина
- Заслуженный деятель науки и техники Латвийской ССР

## Память
- В Добеле открыт «Музей и сад Петериса Упитиса»[3]